# Noréaz
Noréaz is een plaats en voormalige gemeente in het Zwitserse kanton Fribourg, en maakt deel uit van het district Saane/Sarine.
Noréaz telt 493 inwoners.
Op 1 januari 2020 fuseerde het met de gemeenten Corserey en Prez-vers-Noréaz tot de nieuwe gemeente Prez.

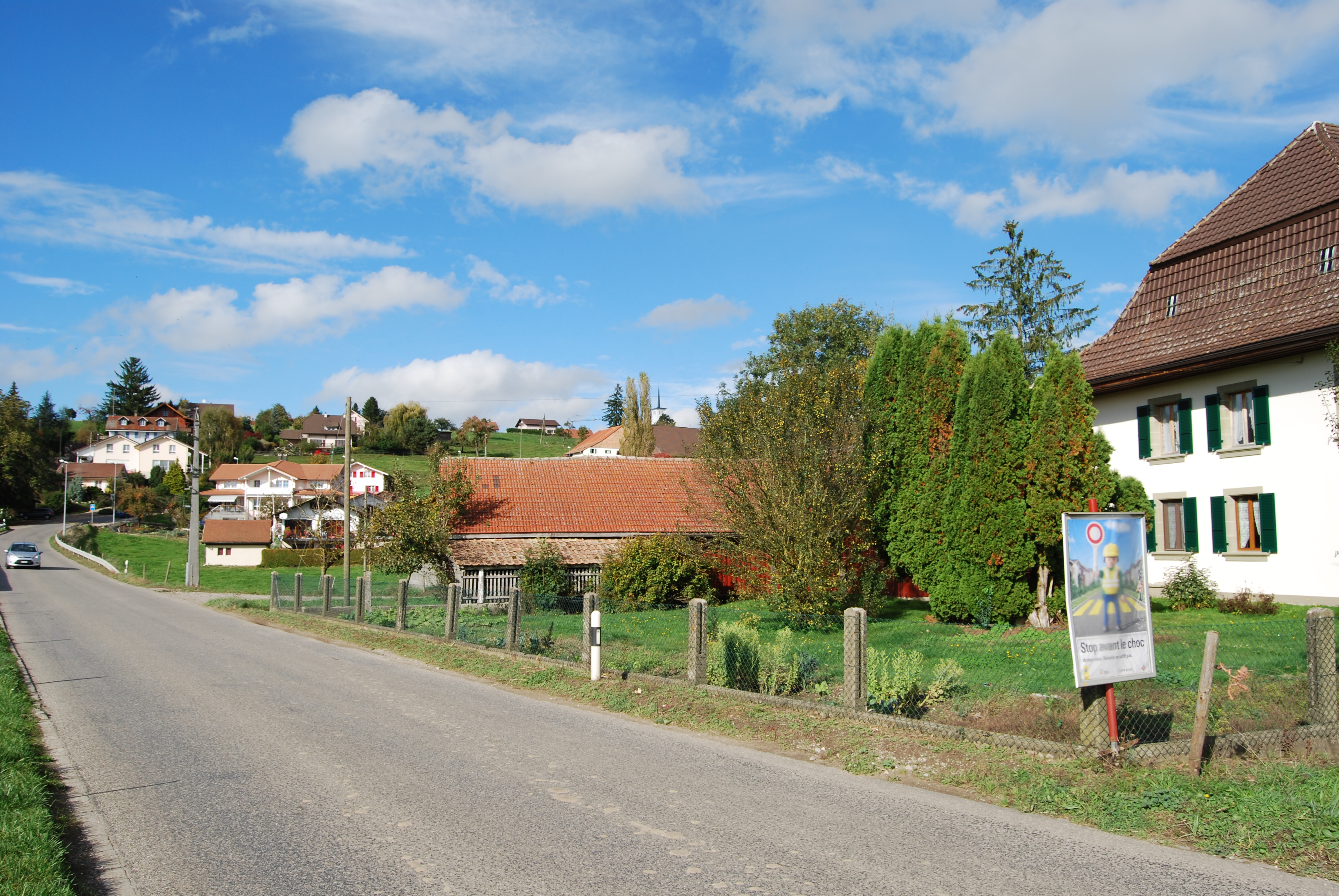
Noréaz